# عبد القادر صالحي
عبد القادر صالحي (مواليد 19 مارس 1993) هو لاعب كرة قدم جزائري يلعب كحارس مرمى لصالح نادي أولمبي الشلف ومنتخب الجزائر الأولمبي.

## روابط خارجية
- عبد القادر صالحي profile at DZFoot.com (بالفرنسية)
- عبد القادر صالحي على موقع قاعدة بيانات كرة القدم.إي يو (الإنجليزية)
- عبد القادر صالحي على موقع Soccerway.com (الإنجليزية)
- عبد القادر صالحي على موقع أوليمبيديا (الإنجليزية)